# Presidente da Sérvia e Montenegro
O Presidente da Sérvia e Montenegro (em sérvio:  Председник Србије и Црне Горе, transl. Predsednik Srbije i Crne Gore) foi o chefe de estado da República Federal da Iugoslávia / Sérvia e Montenegro. Desde a sua criação em 1992 até 2003, quando o país foi reconstituído como uma confederação (união estatal) através da reforma constitucional, o chefe de estado era conhecido como o Presidente da República Federal da Iugoslávia (em sérvio:  Председник Савезне Републике Југославије, transl. Predsednik Savezne Republike Jugoslavije). Com as reformas constitucionais de 2003 e a fusão dos cargos de chefe de governo e de chefe de estado, o título completo do presidente era Presidente da Sérvia e Montenegro e Presidente do Conselho de Ministros da Sérvia e Montenegro (em sérvio:  Председник Србије и Црне Горе / Председник Савета министара Србије и Црне Горе). Em 2006, o cargo foi abolido quando a união estatal foi dissolvida, com a Sérvia e Montenegro tornando-se países independentes e foi seguido pelo Kosovo em 2008, embora tenha recebido reconhecimento internacional limitado. 

## Autoridade
Como chefe de Estado, o presidente tinha o poder de: 
- representar o país no país e no exterior
- nomear e destituir chefes de missões diplomáticas e consulares
- receber cartas de credibilidade e destituição de representantes diplomáticos estrangeiros
- conferir medalhas e outras condecorações
- promulgar leis aprovadas pelo Parlamento
- convocar eleições parlamentares

Em 2003, os poderes do presidente foram alargados para incluir o direito de presidir ao Conselho de Ministros e propor a composição do Conselho de Ministros ao parlamento, fundindo efetivamente os poderes do chefe de governo no cargo. No entanto, embora o presidente tenha se tornado de jure tanto chefe de estado como chefe de governo, o seu papel foi em grande parte limitado porque todas as instituições foram eleitas indiretamente pelo parlamento confederal, que foi eleito pelos parlamentos dos estados membros. 

## Eleições
Segundo a constituição de 1992, o presidente foi eleito pela Assembleia Federal da Iugoslávia para um mandato de quatro anos. Após as alterações constitucionais de 2000, foram introduzidas eleições diretas para o cargo de Presidente. Segundo a constituição de 2003, o presidente foi eleito por proposta do presidente e do vice-presidente do Parlamento da Sérvia e Montenegro para um mandato de quatro anos. O presidente da Sérvia e Montenegro foi membro do Conselho Supremo de Defesa juntamente com o presidente da Sérvia e o presidente de Montenegro.
Os resultados das eleições presidenciais diretas de 2000 foram os seguintes:  
| Candidato                          | Partido                            | Números de 28 de setembro | Números de 28 de setembro | Números de 10 de outubro | Números de 10 de outubro |
| Candidato                          | Partido                            | Votos                     | %                         | Votos                    | %                        |
| ---------------------------------- | ---------------------------------- | ------------------------- | ------------------------- | ------------------------ | ------------------------ |
| Vojislav Koštunica                 | Oposição Democrática da Sérvia     | 2,474,392                 | 50.38                     | 2,470,304                | 51.71                    |
| Slobodan Milošević                 | SPS–JUL–SNP                        | 1,951,761                 | 39.74                     | 1,826,799                | 38.24                    |
| Tomislav Nikolić                   | Partido Radical Sérvio             | 292,759                   | 5.96                      | 289,013                  | 6.05                     |
| Vojislav Mihailović                | Movimento de Renovação Sérvio      | 146,585                   | 2.98                      | 145,019                  | 3.04                     |
| Miodrag Vidojković                 | Partido Afirmativo                 | 46,421                    | 0.95                      | 45,964                   | 0.96                     |
| Total                              | Total                              | 4,911,918                 | 100.00                    | 4,777,099                | 100.00                   |
|                                    |                                    |                           |                           |                          |                          |
| Votos válidos                      | Votos válidos                      | 4,911,918                 | 97.32                     | 4,777,099                | 97.19                    |
| Votos inválidos/em branco          | Votos inválidos/em branco          | 135,371                   | 2.68                      | 137,991                  | 2.81                     |
| Votos Totais                       | Votos Totais                       | 5,047,289                 | 100.00                    | 4,915,090                | 100.00                   |
| Eleitores registrados/participação | Eleitores registrados/participação | 7,249,831                 | 69.62                     | 6,871,595                | 71.53                    |

## Lista de titulares
Houve seis presidentes da RF Iugoslávia (dois em exercício) após a dissolução da República Socialista Federativa da Iugoslávia (RSFI) em 1992 até à sua dissolução em 2003. Svetozar Marović, do Partido Democrático dos Socialistas de Montenegro, foi o único presidente da Sérvia e Montenegro. Ele foi inaugurado em 7 de março de 2003. Após a declaração de independência de Montenegro, em 3 de junho de 2006, o presidente anunciou em 4 de junho de 2006 o término do seu mandato. 
| N°                                                           | Retrato | Nome                       | Etnia        | Mandato              | Mandato              | Mandato          | Partido      | Notas |
| N°                                                           | Retrato | Nome                       | Etnia        | Posse                | Fim                  | Tempo no cargo   | Partido      | Notas |
| ------------------------------------------------------------ | ------- | -------------------------- | ------------ | -------------------- | -------------------- | ---------------- | ------------ | --- |
| Presidentes da República Federal da Iugoslávia 1992–2003     |         |                            |              |                      |                      |                  |              | |
| 1                                                            |         | Dobrica Ćosić              | Sérvio       | 15 de junho de 1992  | 1º de junho de 1993  | 351 dias         | Independente | [ 6 ] |
| –                                                            |         | Miloš Radulović (interino) | Montenegrino | 1º de junho de 1993  | 25 de junho de 1993  | 24 dias          | DPS          | [ 7 ] |
| 2                                                            |         | Zoran Lilić                | Sérvio       | 25 de junho de 1993  | 25 de junho de 1997  | 4 anos           | SPS          | [ 8 ] |
| –                                                            |         | Srđa Božović (interino)    | Montenegrino | 25 de junho de 1997  | 23 de julho de 1997  | 28 dias          | DPS          | [ 9 ] |
| 3                                                            |         | Slobodan Milošević         | Sérvio       | 23 de julho de 1997  | 7 de outubro de 2000 | 3 anos, 76 dias  | SPS          | Forçado a renunciar na Revolução Bulldozer.                                                                     |
| 4                                                            |         | Vojislav Koštunica         | Sérvio       | 7 de outubro de 2000 | 7 de março de 2003   | 2 anos, 151 dias | DSS          | O único presidente eleito em eleição direta.                                                                    |
| Presidente da União Estatal da Sérvia e Montenegro 1992–2003 |         |                            |              |                      |                      |                  |              | |
| 6                                                            |         | Svetozar Marović           | Montenegrino | 7 de março de 2003   | 3 de junho de 2006   | 3 anos, 88 dias  | DPS          | Também chefe de governo como Presidente do Conselho de Ministros da Sérvia e Montenegro (escritórios fundidos). |